# John Bowen (1780-1827)
Pour les articles homonymes, voir John Bowen et Bowen.
John Bowen, né à Ilfracombe (Devon) le 14 février 1780 où il est mort le 20 octobre 1827, est un navigateur et administrateur colonial britannique, directeur de la première colonie de Tasmanie, Risdon Cove (en).

## Biographie
Fils du contre-amiral James Bowen, entré dans la marine en mars 1794, il fait des études au Britannia Royal Naval College de Dartmouth.
Il sert comme midshipman sur l' Argo commandé par son père (1798-1802) puis est nommé Lieutenant en 1802. Il voyage alors au Cap de Bonne-Espérance et est chargé du transport de bagnards à destination de la Nouvelle-Galles du Sud où il arrive le 11 mars 1803. Le gouverneur Philip Gidley King lui confie ensuite l'installation de la première colonie anglaise en Tasmanie. Il débarque alors à Ridson Cove (futur Hobart) le 12 septembre 1803 et lance le développement et le peuplement du lieu.
Nommé Commandant en 1804, il rentre en Angleterre en janvier 1805 et devient Capitaine en 1806. Il sert alors en Martinique et en Guadeloupe puis aux Indes.
Jules Verne l'évoque dans son roman Les Frères Kip (partie 2, chapitre VIII) mais écrit « Bowin ». De même il le fait débarquer à « Risens Cave » pour « Risdon Cave ».